# تل دشت علفی
تل دشت علفی مربوط به دوره ساسانیان است و در شهرستان خرم بید، بخش مشهد مرغاب، شهر قادرآباد، کیلومتری ۳ جاده قدیم قادر آباد به خرم بید، سمت راست جاده واقع شده و این اثر در تاریخ ۲۶ اسفند ۱۳۸۶ با شمارهٔ ثبت ۲۱۸۵۰ به‌عنوان یکی از آثار ملی ایران به ثبت رسیده است.